# Okarina

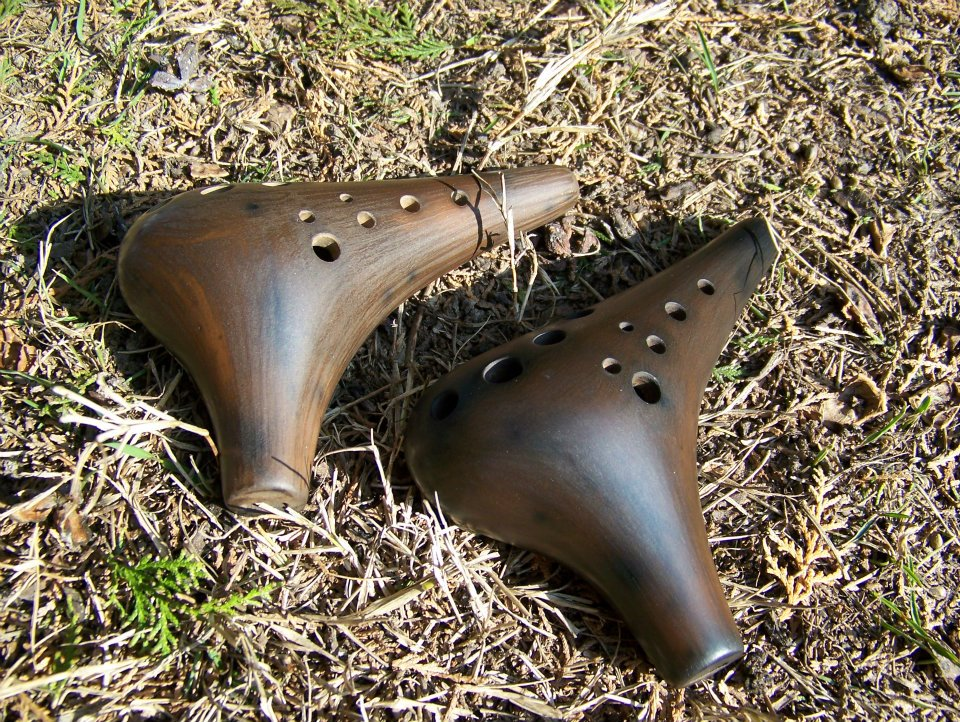
Alto C okarinák

Az okarina ajaksíppal rendelkező fúvós hangszer, mely felépítésében a furulyához hasonlít leginkább, azzal a különbséggel, hogy teste, rezonátora nem cső, hanem olyan üreges test, amelyből a hangképző lyukakon, a befúvó nyíláson és a sípon kívül máshol nem tud távozni a befújt levegő.
Körülbelül 12 000 éves múltra tekint vissza, Alakját, anyagát tekintve mára a legváltozatosabb darabok megtalálhatóak szerte a világban.

## Elnevezés
Az okarina szó az olasz „oca-rina” szóból ered, mely kicsi lúdat, vagy kislibát jelent. Giuseppe Donati akasztotta rá ezen elnevezést, a hangszer alakja miatt.

## Történelem

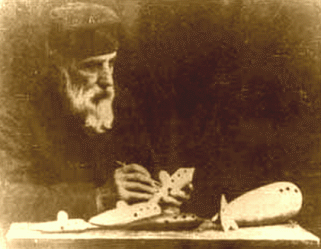
Giuseppe Donati

Eredetét nem lehet egyértelműen meghatározni, konkrét néphez kötni, több ősi kultúrából maradtak ránk okarinák. Az okarinák egy rokon hangszere a kínai hszün, mely hangszerek már i. e. 7000-ből is maradtak ránk, ám ezek aztán hosszú időre feledésbe merültek Ázsiában. Bár sok nép zenei kultúrájában közkedvelt hangszernek számított (maradtak ránk leletek az aztékoktól, Egyiptomból, Indiából is), nagyon sokáig nem lehetett a “komoly” hangszerek közé sorolni. Az első ma ismert felépítésű okarinák megalkotása az olasz származású Giuseppe Donati nevéhez fűzhető. Donati először Budrióban, majd később Bolognában és Milánóban hozott létre okarinakészítő műhelyeket a 19. század második felében, miután megalkotta a már teljes diatonikus skálát játszani képes 10 lyukú okarinát (kiemelve ezzel a játékhangszerek közül). Donati okarináit később Fabio Menaglio fejlesztette tovább, a koncert hangszerek színvonalára, majd innen terjedtek tovább Ázsiába (ahol a japánok megtoldották még ezt a 10 lyukat kettővel, létrehozván a ma legelterjedtebb és legkedveltebb 12 lyukú modellt), valamint az USA-ba. Amerikában a mindkét világháború alatt kedvelt hangszernek számítottak a katonák körében az akkor készített műanyag okarinák - ezzel is igyekezvén tartani a lelket magukban és egymásban.
Napjainkra lassan az egész világot meghódítja, s egyre nagyobb népszerűségnek örvend, melyben (főleg Európában és Amerikában) nagy szerepet játszik a Nintendo által 1998-ban kiadott The Legend of Zelda: Ocarina of Time című nagy sikerű játék is (valamint közvetlen folytatása a Majora's Mask), melyben a játék főhősének időnként az okarináján kell dalokat eljátszania. A Zelda okarina replikáknak azóta külön kultusza lett.

## Típusok

### Kialakítás
5 fő típus ismeretes ma, amiből az egyik már nem igazán használatos:
- derékszögű, vagy édesburgonya (transverse, sweet potato): az egyik legelterjedtebb típus, 10-12 lyukkal rendelkezik általában. Formája gömbölyded, de hosszúkás picit. A befúvó rész majdnem merőleges a lyukak vonalára. Hangterjedelme 1-1.5 oktáv, plusz a módosított hangok.
- medál (English pendant): ezt a típust egy brit matematikus, John Taylor fejlesztette ki, mely eleinte 4 lyukkal rendelkezett, egymáshoz képest négyzet alakban, különböző méretekkel. Ezzel a négy lyukkal pontosan egy oktávot lehet eljátszani, plusz néhány módosított hangot is. Később ez is kiegészült plusz lyukakkal tovább bővítve ezzel a pendant-ok hangterjedelmét. (Léteznek még az úgynevezett perui okarinák, vagy az ehhez hasonló hazánkban is ismertebb körtemuzsikák, melyek felépítésüket tekintve a pendant-okhoz hasonlítanak leginkább ám, lefogási rendszerük attól a legtöbb esetben eltérő. Ezek a mai napig szinte mind megmaradtak a játék hangszerek szintjén.)
- inline: a hangterjedelem és a lyukak számának tekintetében inkább a derékszögűhöz hasonlít, azzal a különbséggel, hogy mint egy furulyát, a végén kell fújni, és a lyukak egymás mellett helyezkednek el két sorban. (Nem pedig egy sorban, mint a furulya esetében.)
- több kamrás (multi chambered): ezek már professzionális, nagy hangterjedelmű okarinák. Jelenleg dupla, tripla és quadrupla létezik, mely azt jelenti, hogy több (2-3-4), külön befúvóval rendelkező okarina van egy hangszerbe építve, így akár 3 oktávot is le lehet fedni egy hangszerrel, mivel az összeillesztett okarinák egymást követő skálákat tudnak megszólaltatni. Ezek használata a játék közbeni befúvó nyílások közti váltások miatt nagyobb ügyességet és jártasságot igényel, mint az előzőeké.
- dugattyús: egy időben próbálkoztak olyan okarinákkal, melybe mozgó alkatrészt is építettek, általában egy dugattyút, hogy lehessen változtatni a hangszer alaphangját. Ezek a típusok mára már kikoptak, csak antik darabok lelhetők fel néhol.

### Hangterjedelem
A legközkedveltebb 2 típus a 12 lyukú derékszögű, és a 6 lyukú pendant okarinák. Ezek hangterjedelme 13 hang, illetve 12 hang plusz a módosított hangok. A többkamrás okarinák minden egyes kamrával 4 plusz hanggal toldják meg a 12 lyukú hangterjedelmét.

### Hangolás
A de facto szabvány okarinákat különböző alaphangokkal készítik, melyek az alábbiak: B, C, F, G. Ezek különböző hangmagasságokban fordulhatnak elő. A leggyakoribbak az alábbiak: Bass, Tenor, Alto, Soprano.

### Anyag
Bár a legelterjedtebb mind a mai napig az égetett agyag okarina, készítenek okarinákat fából, fémből, műanyagból is.

## Okarina művészek régen és most
Az okarinának főleg Ázsiában, valamint Donatinak köszönhetően Olaszországban van a legnagyobb kultúrája. Ázsiában Nomura Sojiro 1985-ben megjelent a The Great Yellow River című albuma indította el az okarina (és Sojiro) iránti rajongás lavináját. Sojiro igazi úttörőnek számított az okarina történelmében. Budrioban a mai napig működik a Budrioi Okarinista Társulat Archiválva 2010. november 2-i dátummal a Wayback Machine-ben, mely méltán őrzi Donati hagyatékát. Érdemes megemlíteni a '91-92-ben Európa szerte nagy sikert aratott Diego Modena és J-P. Audin Song of ocarina című slágerét is, melyben az egyik fő hangszer szintén egy pendant okarina volt.
Napjaink neves okarina művészei közé tartoznak például Nancy Rumbel, Nomura Sojiro, Satoshi Osawa, Kenji Ogawa vagy Paolo Gavelli.

## Galéria

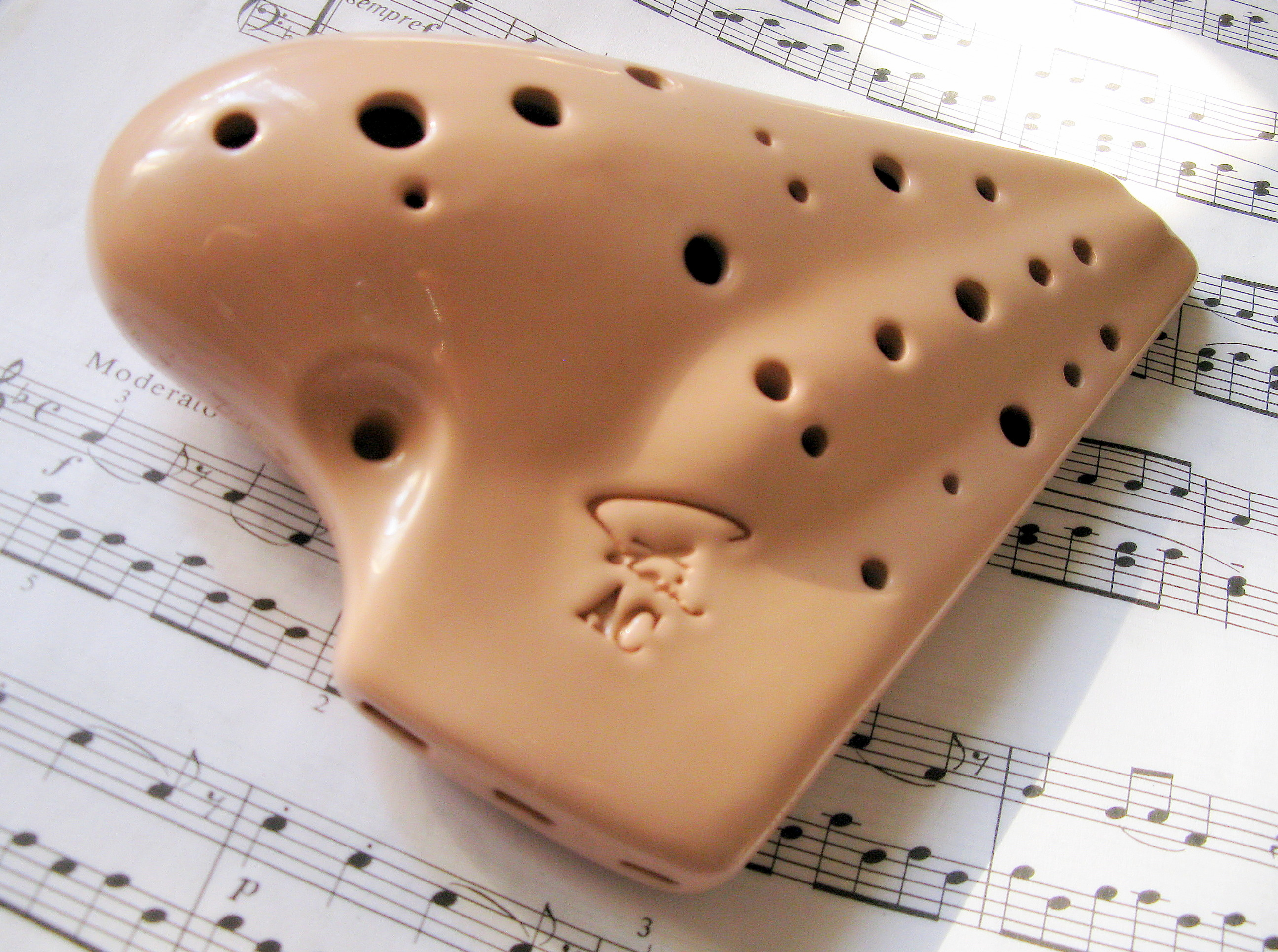
Focalink tripla okarina
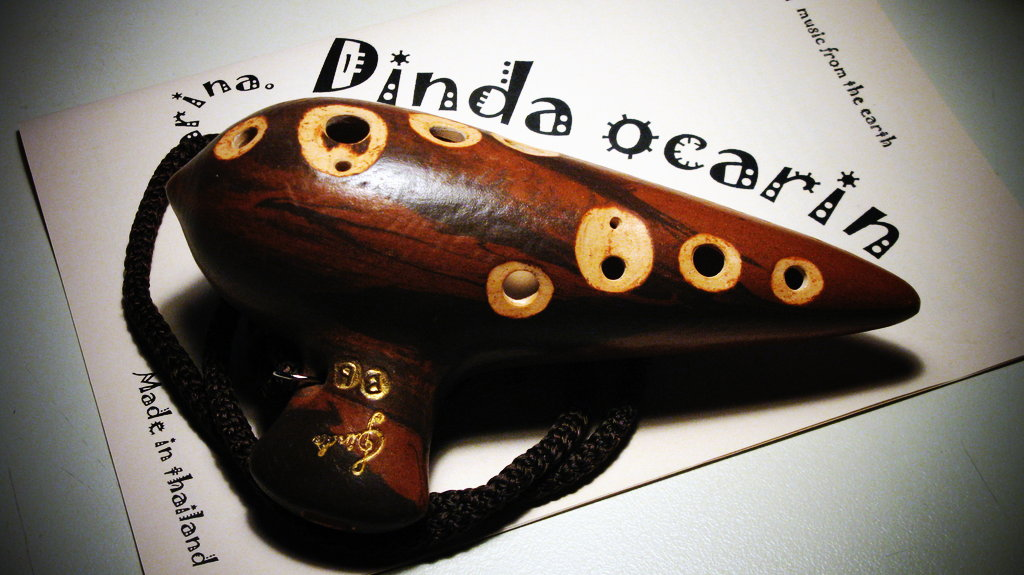
Dinda Bb okarina
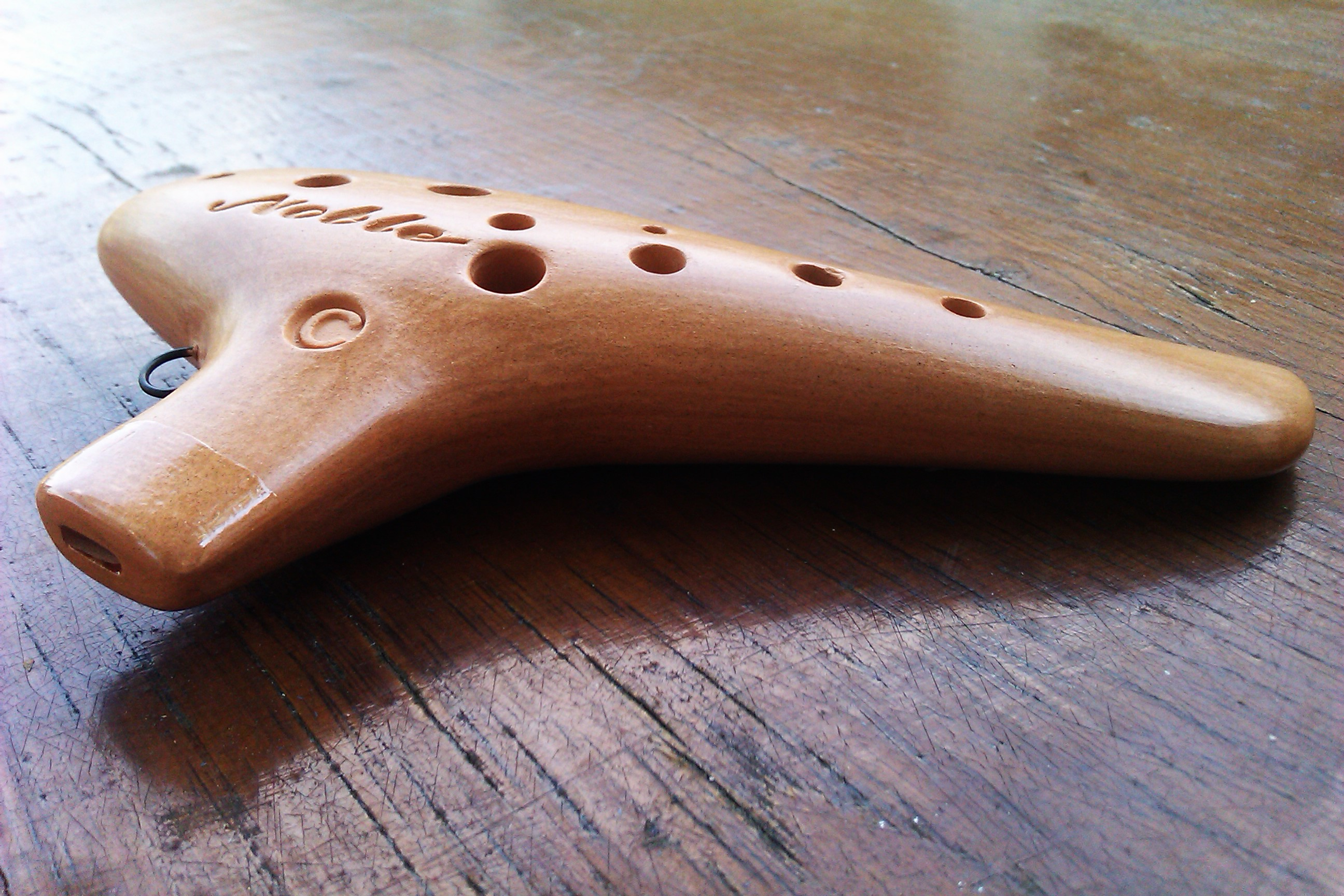
Noble SC okarina
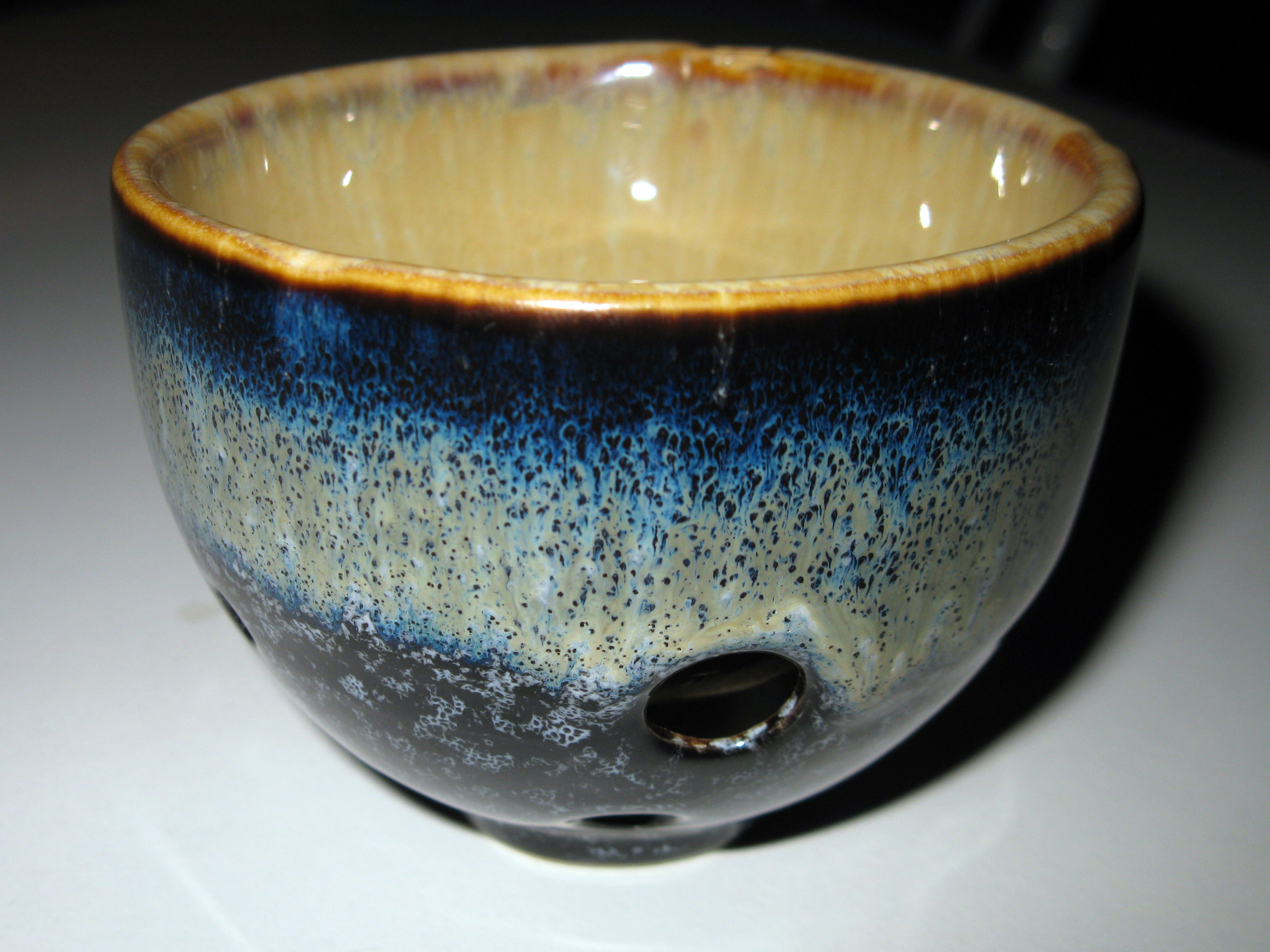
TNG teacarina
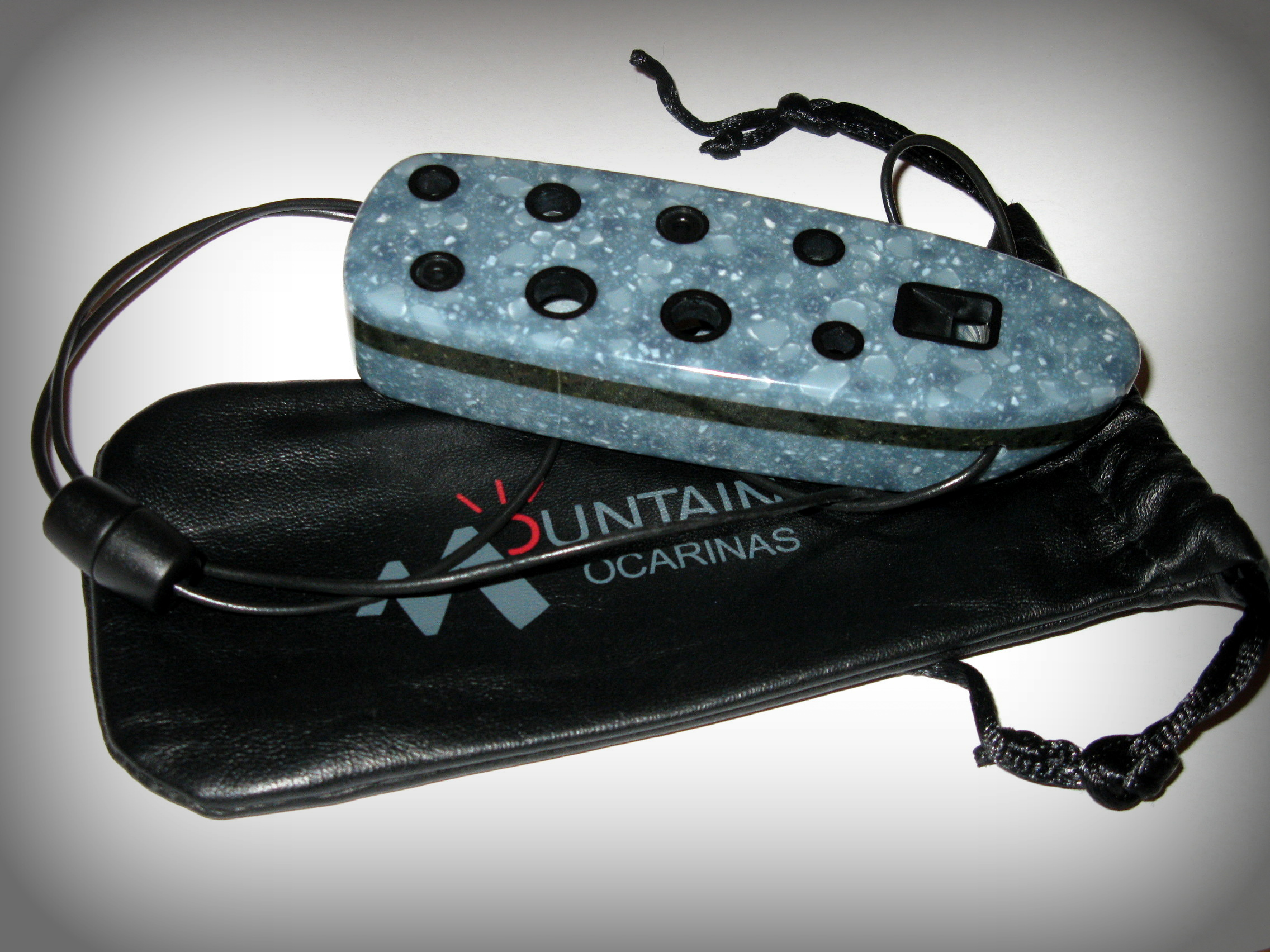
"Inline" típusú Montain Warmstone okarina
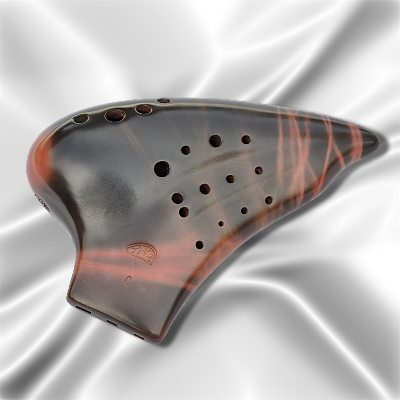
Tripla basszus okarina
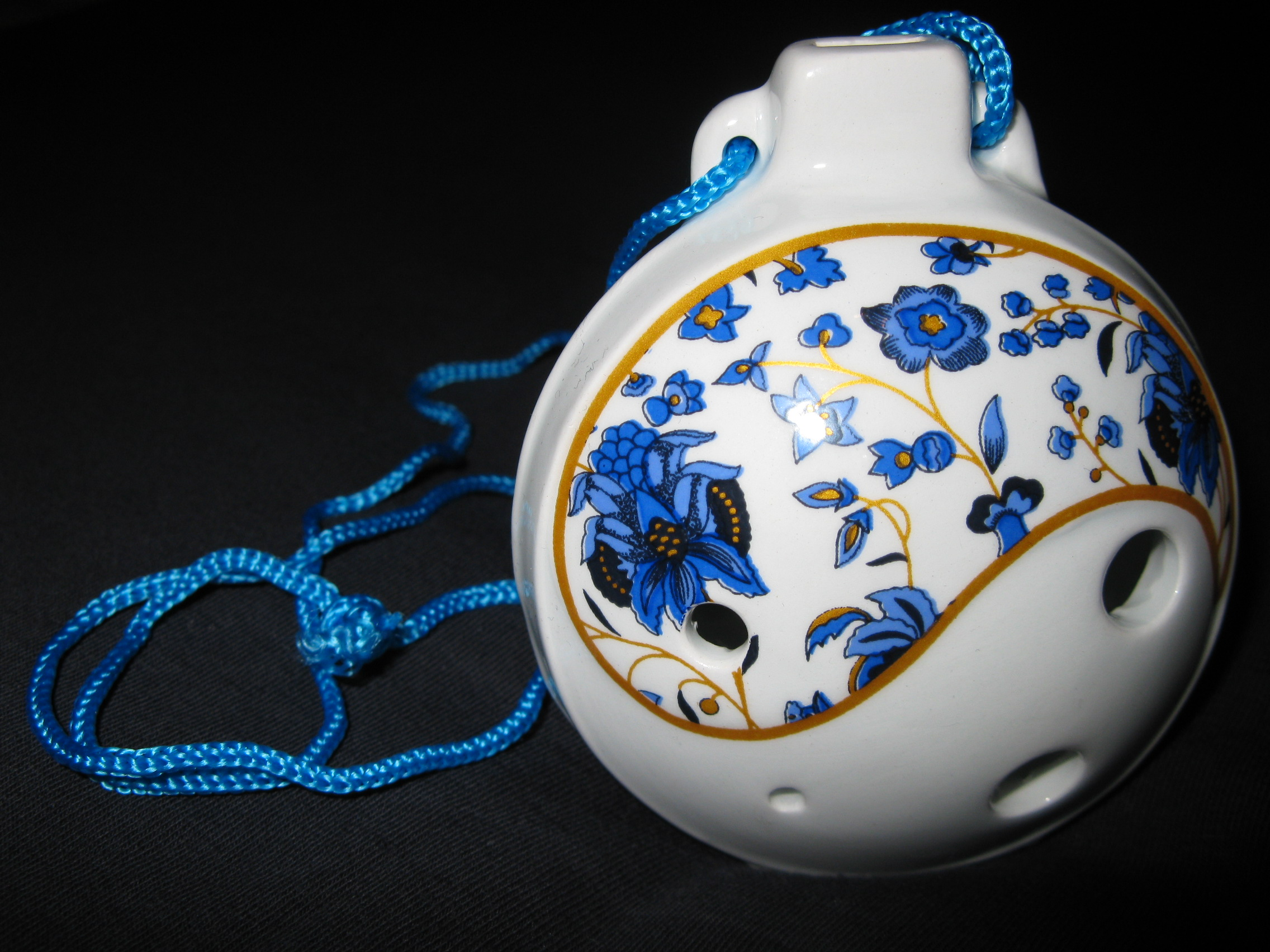
New Vista pendant okarina
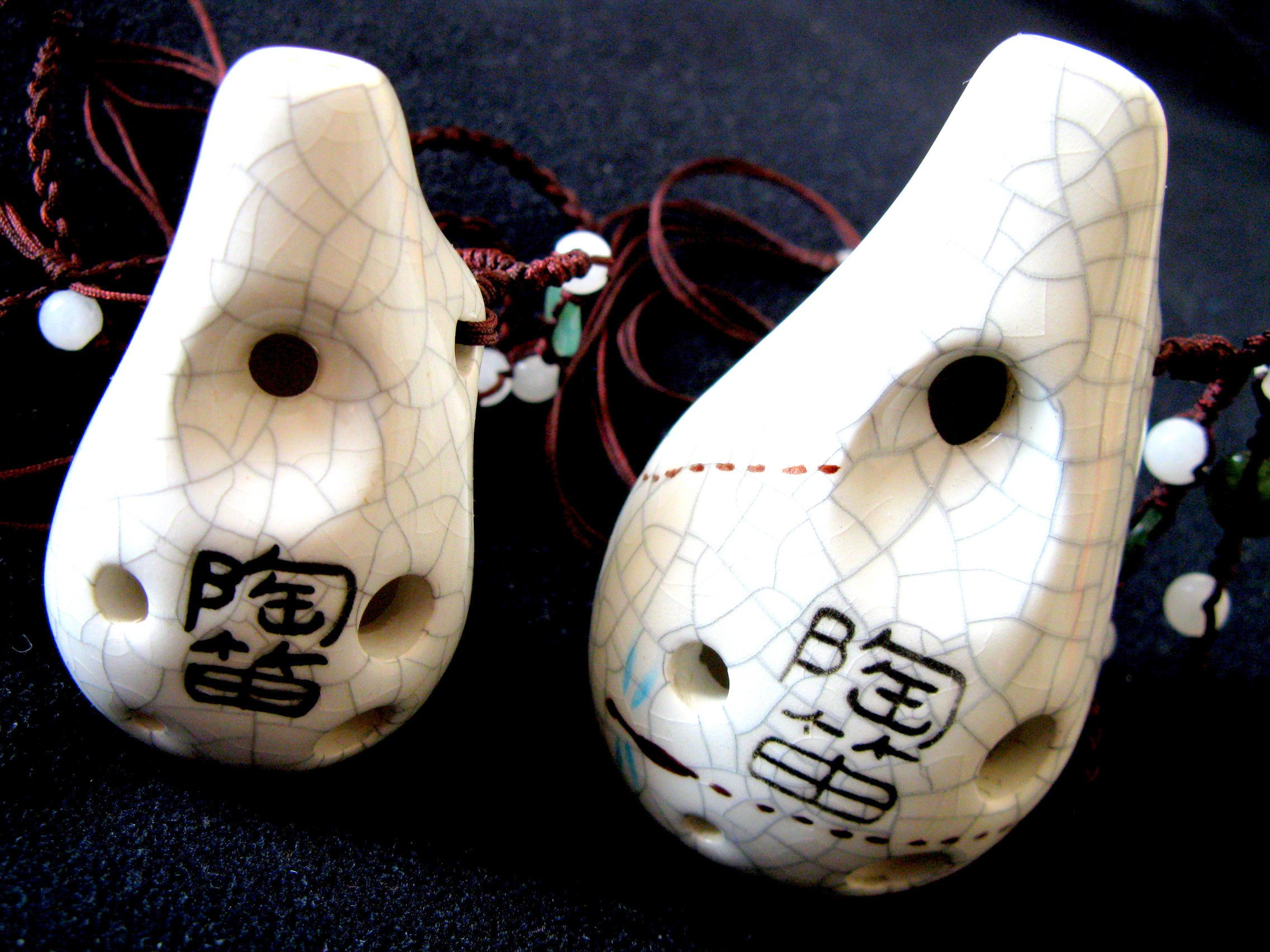
Focalink szoprán F és szoprán C pendant okarinák
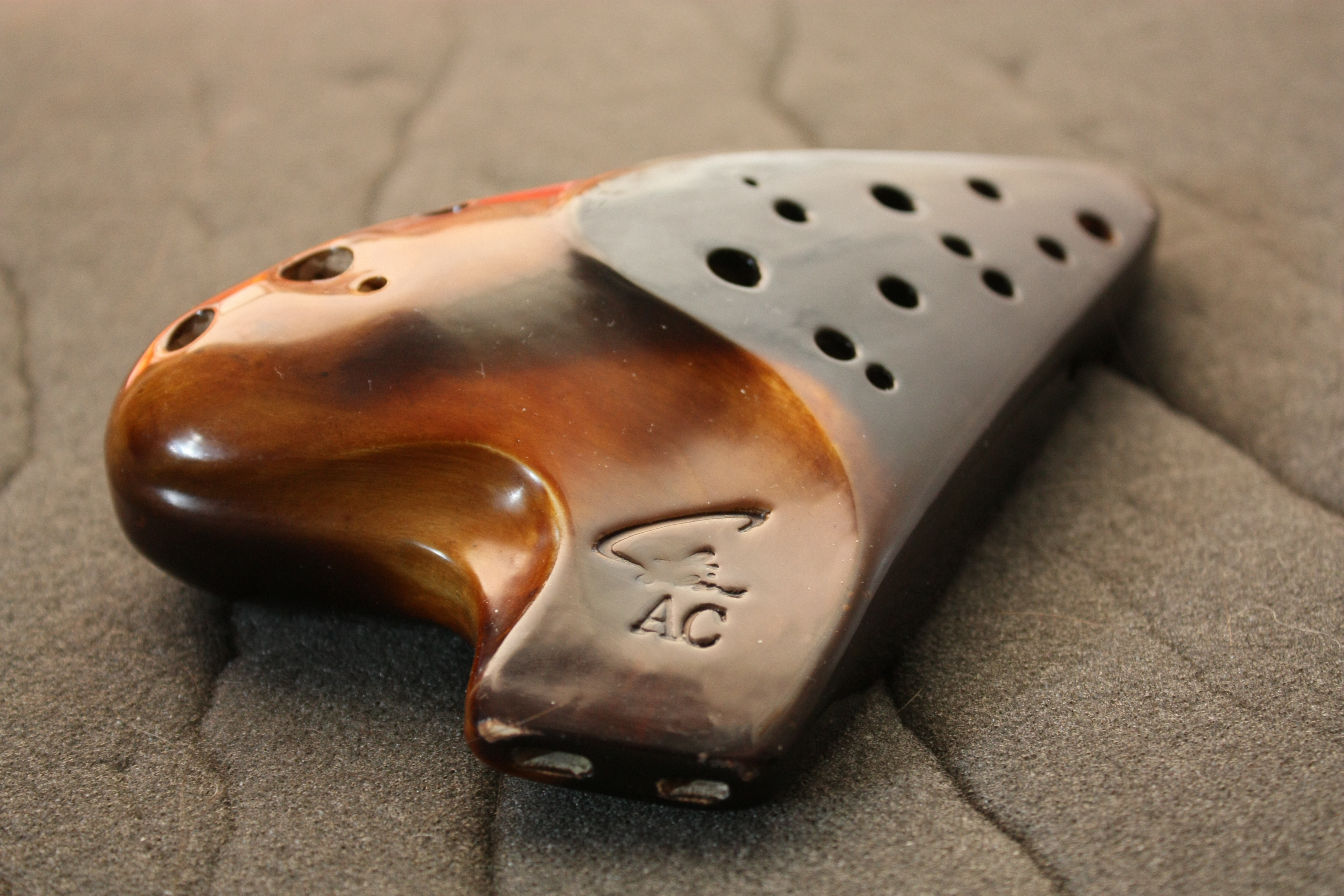
Focalink dupla okarina 17 hangos hangterjedelemmel (A4 to C6)
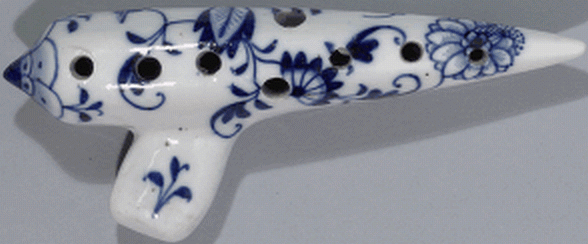
Kora 20. századi Meissen porcelán okarina
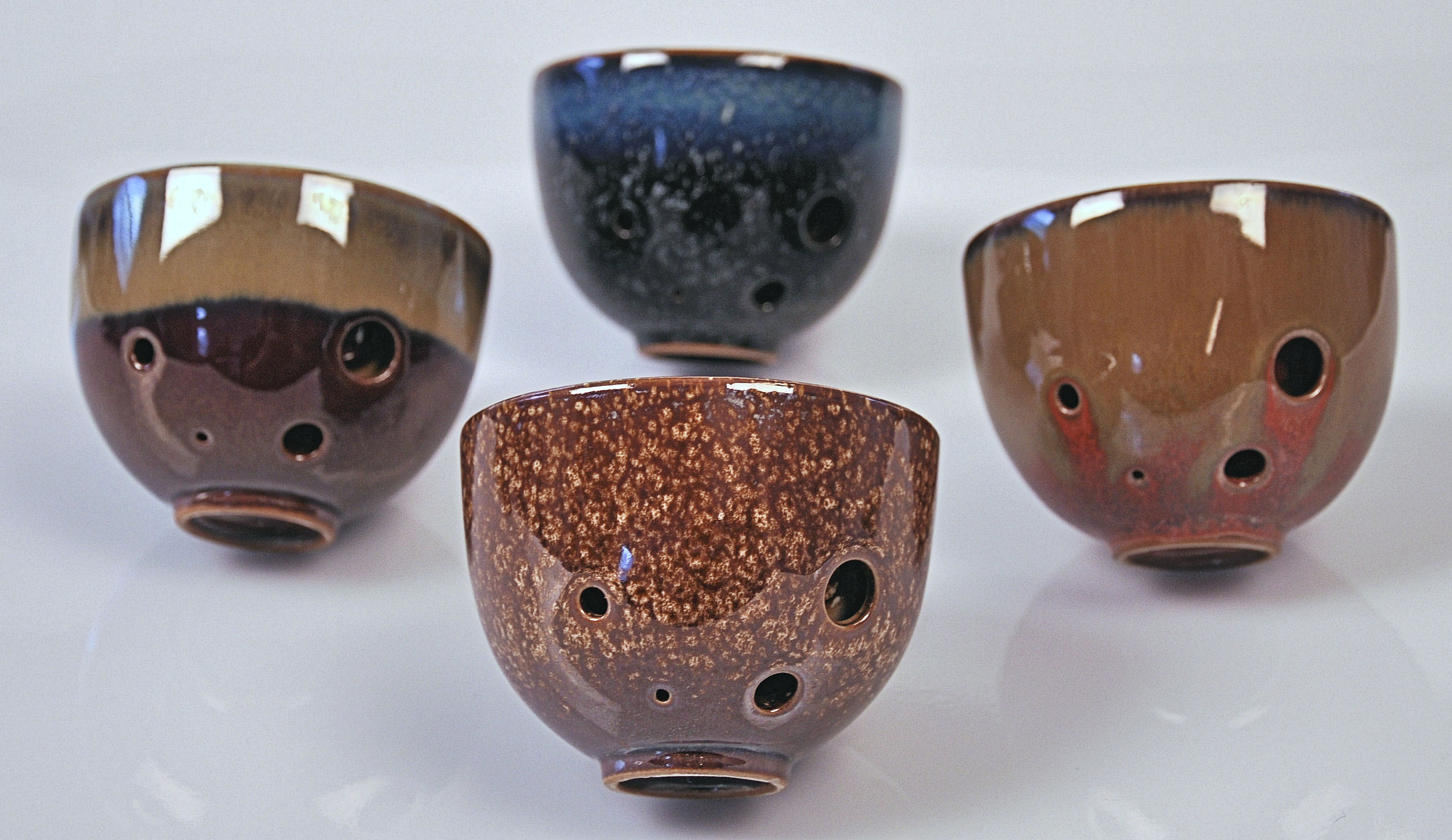
Teakarinák
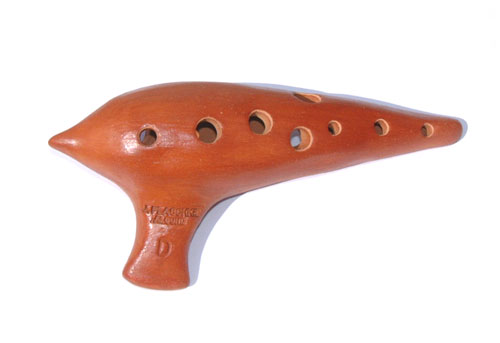
Egy derékszögű (transverse) okarina